# Michał (Staikos)
Michał, imię świeckie Michal Staikos (ur. 22 listopada 1946 w Atenach, zm. 18 października 2011 w Wiedniu) – grecki biskup prawosławny.

## Życiorys
Ukończył studia teologiczne na uniwersytecie w Salonikach. Od 1964 służył w metropolii austriackiej Patriarchatu Konstantynopolitańskiego w charakterze sekretarza metropolity Chryzostoma. Święcenia kapłańskie przyjął 22 listopada 1977 w Wiedniu. Następnie uzyskał godność protosynkellosa eparchii, zaś 12 stycznia 1986 miała miejsce jego chirotonia na biskupa Christopolis. W 1991 objął katedrę austriacką, przyjmując równocześnie tytuł egzarchy Węgier.
Zaangażowany w ruch ekumeniczny i kontakty między autokefalicznymi Kościołami prawosławnymi. W 2010 stanął na czele nowo powołanej Konferencji Prawosławnych Biskupów Austrii, działał w fundacji ekumenicznej „Pro Oriente”. W 2011 otrzymał Wielką Honorową Odznakę z Gwiazdą „Za zasługi dla Republiki Austrii”.
W ostatnich latach życia chorował na nowotwór. Zmarł w 2011 w Wiedniu.